# تمدن ایلام
ایلام یا عیلام یا هَلتَمتی (به پارسی باستان: اووْجه، هووجه 𐎢𐎺𐎩 (Ūvja)) نام یک تمدن در منطقه‌ای است که بخش بزرگی، در جنوب غربی فلات ایران را در پایان هزارهٔ سوم قبل از میلاد در بر می‌گرفت و در دورهٔ هخامنشیان به منطقهٔ جغرافیایی شوش کاهش یافت. ایلامیان کشورشان را «هَلتَمتی» (هَ (ل) تَمتی) به‌معنی «سرزمین خدا» می‌خواندند، اکدیان به آن «اِلامتو» می‌گفتند و سومریان آن را با اندیشه‌نگاشت NIM به معنای «بالا و مرتفع» می‌نوشتند. در ۲۷۰۰ پیش از میلاد، نخستین شاهنشاهی ایلامی در شوش «در جنوب غربی ایران» تشکیل شد.
سفالینه‌های نقاشی‌شده متعلق به حدود ۳۵۰۰ پیش از میلاد در شوش واقع در ایلام بیانگر دوره‌ای پیشرفته از طرح‌های هندسی، ایجاد سبک خاص از انسان و شکل‌هایی از جانوران در آن‌ها می‌باشد.
در حدود ۲۰۹۴ تا ۲۰۴۷ پیش از میلاد ایلام توسط شولگی، دومین پادشاه سلسله سوم اور تسخیر گردید و بعداً در سال ۲۰۰۴ پیش از میلاد سلسله سوم اور توسط ایلام واژگون می‌شود.
در سال ۶۳۹ پیش از میلاد آشوربانیپال، شاه آشور، ایلام را شکست داد و شوش را غارت کرد. پس از این جنگ، ایلام هرگز به عنوان یک قدرت مستقل ظاهر نگردید.
ایلامیان از آغاز دورهٔ پیشا ایلامی تا پایان دورهٔ ایلام نو، حدود ۲۶۶۱ سال در جنوب غربی ایران زندگی و حکومت می‌کردند.

## نام

ایلام

ایلامیان کشورشان را «هَلتَمتی» (Ha(l)tamti/Hatamti) به‌معنی «سرزمین خدا» می‌خواندند، اکدیان بدان «اِلامتو» (Elamtu) می‌گفتند و سومریان آن را با اندیشه‌نگاشت NIM به معنای «بالا و مرتفع» می‌نوشتند.
نام دو استان در ایران برگرفته از نام باستانی آنان است. علاوه بر استان ایلام، نام خوزستان نیز از واژه Ūvja آمده که از روی کتیبه نقش رستم و کتیبه‌های داریوش در تخت جمشید و شوش، به معنای ایلام بوده و بنا به گفتهٔ ایرج افشار در «نگاهی به خوزستان: مجموعه‌ای از اوضاع تاریخی، جغرافیایی، اجتماعی و اقتصادی منطقه» در یونانی Uxi تلفظ می‌شده و اگر گفته ژول آپِر را بپذیریم در ایلامی Xus یا Khuz بوده است. سِر هنری راولینسون نیز تلفظ پهلوی Ūvja را Hobui دانسته که ریشه نام اهواز و خوزستان است. این لفظ از حاجوستان و هبوجستان به دست آمده که در مجمل التواریخ و القصص (ابتدای قرن ششم هجری) در اشاره به خوزستان آمده است.
ارفعی با توجه به این‌که کلمهٔ ایلام تلفظ بین‌النهرینی یک کلمهٔ ایلامی است اظهار داشته که ایلام را نباید با «ع» بلکه باید با «الف» نوشت. وی در توضیح می‌گوید ما حرف عین (ع) در شیوه بابلی و ایلامی نداریم بلکه در عبری، عربی و آرامی است که حرف ع موجود است. این از آن‌جا آغاز می‌شود که در ایران وقتی اکثر مترجمان شروع به برگردان یک کلمه می‌کنند بسته به این‌که متن خارجی که در دست دارند به چه زبانی است (آلمانی، فرانسوی، انگلیسی و …) در کارشان تفاوت وجود دارد. این «ع» باعث شده است که به‌خصوص عده‌ای از استادان که تعصب یهودی‌گری آن‌ها بیشتر است به‌جای این‌که بگویند این کلمه برگردانی از کلمهٔ «هَلتامتی» یا «هتامتی» است کلمهٔ ایلام را از ریشهٔ سامی دانسته و گفته‌اند که از «علی یعلو» است و مترادف «اعلی یعلو» به معنای «سرزمین بلند» است و ایلامی‌ها اسمی را که به کشور خود داده‌اند را از سامی‌ها گرفته‌اند. در حالی که این‌ها نتوانسته‌اند بُنِ اسمی از کلمهٔ ایلام را نشان بدهند.

## محدودهٔ جغرافیایی
در گذشته ایلام به سرزمینی که از استان‌های خوزستان، لرستان، ایلام ، چهار محال و بختیاری ، کهگیلویه و بویراحمد ،کوه‌های بختیاری و کوه های کهگیلویه ترکیب یافته بود اطلاق می‌شد. حدود این سرزمین از طرف غرب به رود دجله در کشور عراق، از طرف شرق به قسمتی از استان فارس، از سمت شمال راهی که از بابل به همدان می‌رفت و از سمت جنوب به خلیج فارس تا بوشهر منتهی می‌شد.

## ایلام در کتاب مقدس
نام ایلام، از سوی همسایگان این تمدن به آن‌ها داده شده است و ایلامی‌ها سرزمین خودشان را هتمتی یا هلتَمتی می‌خواندند، که البته به صورت (هیلتمتی) یا (هیلمتی) به نظر می‌رسد ریشه ای برای واژه (ایلام) بوده باشد. بر اساس نظریاتی که در کتاب مقدس یهودی‌ها آمده، ممکن است پسر سام در این منطقه حضور داشته است (سِفر پیدایش ۱:۱۴) کَدُرلاعمر نام یک ایزد ایلامی بوده است و تنها در یک جا آورده شده است و در هیچ‌کجا به عنوان یک شاه یاد نشده است.
ایلامی‌ها همواره با همسایهٔ غربی خود یعنی دولت‌های میانرودان از جمله سومر و اکد و جانشینان آنان یعنی آشور و بابل در حال پیکار بوده و در پاره‌ای از زمان شکست می‌خوردند و زیرنظر بابلی‌ها یا آشوری‌ها درمی‌آمدند و گاهی نیز بر آنان پیروز می‌شدند به گونه‌ای که ایلامی‌ها را قومی دانسته‌اند که یهوه آنان را برای گوشمالی در بابل (اشعیا ۲:۲۱) و اورشلیم (اشعیا ۶:۲۲) به کار گرفت، (ارمیا ۲۵:۲۵؛ ۳۴:۴۹؛ حزقیال ۲۴:۳۲)
دانیال (دانیال ۲:۸) خویشتن را در رؤیایی در دارالسلطنهٔ شوش نزد نهر اولای دید؛ او صدای مردی را نیز از درون نهر اولای شنید (دانیال ۱۶:۸). شوش محل رخ دادن داستان استر در دوران خشایارشا یا اخشورُش بود. در کتاب استر بارها به بیره (دارالسلطنه) شوش اشاره شده است. (۲:۱؛ ۳:۲؛ ۱۵:۳؛ ۱۴:۸؛ ۶:۹؛ ۱۱:۹)
در (عزرا۹:۴) به مردانی از شوش اشاره شده است که آشوربانیپال آنان را به سامره تبعید کرده بود. نحمیا هنگامی که در شوش بود (نحمیا ۱:۱) از وضعیت ویرانی حصارهای اورشلیم باخبر شد. هرچند که در کتاب عهد جدید سخنی از شوش در میان نیست؛ زائرانی در روز پنطیکاست- عید پنجاهه که امروزه هم یهودیان پس از عید فصح و هم مسیحیان به مناسبت حلول روح القدس بر حواریون آن را جشن می‌گیرند- از ایلام به اورشلیم رفته بودند. (اعمال رسولان ۹:۲)

## تاریخ سیاسی ایلام
آگاهی ما از تاریخ ایلام عمدتاً حاصل بازسازی قطعات ناقص از منابع میان‌رودان (سومری، اکدی، آشوری و بابلی) است. تاریخ ایلام معمولاً به سه دوره با گسترهٔ بیش از دو هزار سال تقسیم می‌شود. دورهٔ پیش از نخستین دورهٔ تاریخ ایلام به نیا-ایلامی مشهور است.
- نیا-ایلامی: حدود ۳۲۰۰ پ. م تا ۲۷۰۰ پ. م (خط نیا-ایلامی در شوش)[۴]
- ایلام باستان: حدود ۲۷۰۰ پ. م تا ۱۶۰۰ پ. م (نخستین اسناد تا دودمان اپرتی)[۴]
- ایلامی میانه: حدود ۱۵۰۰ پ. م تا ۱۱۰۰ پ. م (دودمان آنزان تا حملهٔ بابلی‌ها به شوش)[۴]
- ایلام نو: حدود ۱۱۰۰ پ. م تا ۵۳۹ پ. م (۵۳۹ پیش از میلاد آغاز دورهٔ هخامنشی)[۴]

پژوهشگران جدید تا مدت‌ها ایلام را با شوش یکی می‌پنداشتند، که شوش مترادف با دشت و کوهپایه‌های زاگرس سفلی در استان خوزستان امروزی است. همان مرکز باستانی پادشاهی انشان بوده است و دوم اثبات گردید که شوش و ایلام دو مفهوم متمایز بوده‌اند؛ به‌عبارت دیگر، شوش مترادف ایلام نیست. در واقع، در طی تاریخ چندهزار سالهٔ ایلام، مرزهای این سرزمین نه تنها از دوره‌ای به دوره دیگر، بلکه با توجه به دیدگاه کسی که آن را توصیف می‌کرد، متغیر بود. برای مثال، بر اساس منابع میان‌رودان می‌توان نقشه‌ای نسبتاً دقیق از ایلام در اواخر هزارهٔ سوم پیش از میلاد ترسیم کرد؛ ترسیم این نقشه را به‌ویژه مدیون «جغرافیای سارگن اکدی» هستیم، اثری که در دورهٔ آشوری جدید تدوین شد و دامنهٔ فتوحات سارگون بزرگ در حدود ۲۳۰۰ پیش از میلاد را نشان می‌دهد. به نظر می‌رسد که طبق تصور میان‌رودانی‌ها در اواخر هزارهٔ سوم پیش از میلاد، کشور ایلام تمامی فلات ایران را در بر می‌گرفت، و از میان‌رودان تا دشت کویر و دشت لوت و از دریای خزر تا خلیج فارس گسترده بود.
اما نفوذ فرهنگ ایلامی در آن دوره بسیار گسترده‌تر از این مرزهای سیاسی بود و به آسیای مرکزی، افغانستان، پاکستان و سواحل جنوبی خلیج فارس می‌رسید. باید تأکید کرد که در طی سده‌های آخر هزارهٔ سوم، شوش گاهی از نظر سیاسی به امپراتوری‌های میان‌رودان وابسته بود که مرکز این امپراتوری‌ها ابتدا اکد و سپس اور بود؛ شوش تنها برای مدت کوتاهی عضو کنفدراسیون ایلامی بود. کنفدراسیون ایلامی از چندین پادشاهی تشکیل می‌شد: پادشاهی اوان (احتمالاً در ناحیهٔ زاگرس)، سیماشکی (یا به تلفظ آشوری، شیمشکی) (احتمالاً از کرمان تا دریای کاسپین) و انشان (استان امروزی فارس که به‌طور طبیعی از ناحیهٔ بوشهر به خلیج فارس دسترسی دارد). باید افزود که کل این تعریف از دیدگاه میان‌رودانی‌هاست. برای مردم فلات ایران، یعنی اوانی‌ها و شیمشکی‌ها، ایلام به‌معنی سرزمین انشان بود.
هنگامی که ایلامی‌ها با مردم شوش متحد شدند و در سال ۲۰۰۴ پیش از میلاد به امپراتوری سوم اور پایان دادند، آن‌ها شوش را به ایلام ضمیمه کردند؛ سپس نهمین شاه سیماشکی در شوش، دودمان اپرتی یا سوکل مخ‌ها را تشکیل داد؛ بنابراین، این سلسله ریشه در فلات ایران داشت. مشخص کردن مرزهای شرقی پادشاهی اپارتی مشکل است، اما با کم‌شدن قدرت ایشان در سدهٔ ۱۸ پیش از میلاد، احتمالاً نفوذ ایشان در شرق هم کاهش یافت. دربارهٔ «پادشاهان انشان و شوش» که در دوران ایلامی میانه (۱۵۰۰ تا ۱۱۰۰ پیش از میلاد) حکومت می‌کردند، بنا به مدارک موجود، می‌دانیم که حداقل بر استان‌های امروزی خوزستان، فارس و بوشهر اعمال سلطه داشتند. در هزارهٔ اول پیش از میلاد، گسترش اقوامی که به زبان‌ها و لهجه‌های هندوایرانی سخن می‌گفتند به داخل فلات ایران، باعث شد که ایلامی‌ها قلمروهای امپراتوری خود را یکی پس از دیگری از دست بدهند و در شوش پناه بگیرند؛ از این پس بود که مرزهای ایلام به شوش محدود گردید. در سالنامه‌های آشوربانیپال، کتیبه‌های هخامنشی و کتاب مقدس به همین سرزمین کوچک اشاره شده است.
با وجود پیشرفت‌های جدید، شناخت ما از تاریخ ایلام همچنان بسیار ناقص است. به‌دلیل اندک بودن منابع بومی، بازسازی تاریخ ایلام عمدتاً باید بر مبنای متون میان‌رودان صورت بگیرد. تاکنون بزرگ‌ترین قسمت متون ایلامی در حفاری‌های شوش بدست‌آمده، شهری که از بدو پیدایش در حدود ۴۰۰۰ سال پیش از میلاد، گاه زیر سلطهٔ قدرت ایلام و گاه زیر سلطهٔ میان‌رودان بوده است. در حفاری‌های قدیمی‌ترین سطوح محوطهٔ شوش، سفال‌های قابل توجهی به‌دست‌آمده که مشابه آن‌ها در میان‌رودان یافت نمی‌شود. در حالی که در دورهٔ بعدی (سطوح ۲۲ تا ۱۷ در کاوش‌هایی که «لو برون» انجام‌داده) مواد باستان‌شناسی به‌دست‌آمده با مواد میان‌رودان در دورهٔ اوروک شباهت دارد. از حدود ۳۲۰۰ پیش از میلاد، می‌توان تأثیر فلات ایران را در شوش مشاهده کرد؛ زیرا نمونه‌های مشابه الواح عددی و سپس الواح ایلامی ابتدایی که در شوش پیدا شده، در تعداد کمتر در سایت‌های فلات ایران تا نقاط دوردستی چون شهر سوخته در سیستان به دست آمده است. خط ایلامی ابتدایی که تمامی تلاش‌ها برای کشف رمز آن ناکام مانده است، تا حدود ۲۷۰۰ پیش از میلاد استفاده می‌شد اما در دورهٔ کمتر شناخته‌شدهٔ بعدی، یعنی بین پایان دورهٔ نیا-ایلامی و تأسیس سلسله اوان، ایلام به تدریج از گمنامی درآمد. نخستین بار که نام پادشاهی ایلام را می‌بینیم در کتیبه‌ای از انمبرگسی شاه کیش است که در حدود ۲۶۵۰ پیش از میلاد حکومت می‌کرد. اما تنها از آغاز دورهٔ اکدی است که نام ایلام در منابع مکتوب دیده می‌شود.

### نیا-ایلامی
نیا-ایلامی دوره‌ای از تاریخ ایلام در بین سال‌های ۳۲۰۰ تا ۲۷۰۰ پیش از میلاد است.

### ایلام باستان
در دورهٔ ایلامی باستان، سه سلسله به ترتیب حکومت کردند. شاهان دو سلسلهٔ اول، یعنی سلسله‌های اوان و سیماشکی، در فهرست شاهانی که از شوش دورهٔ بابلی قدیم به‌دست‌آمده، ذکر شده‌اند. در این سند ابتدا دوازده نام ذکرشده و عبارت «دوازده شاه اوان» به‌دنبال آن می‌آید، سپس دوازده نام دیگر ذکرشده و عبارت «دوازده شاه سیماشکی» به دنبال آن می‌آید. برخلاف متون مشابه میان‌رودانی، در این سند ساده نه به سال‌های حکومت شاهان اشاره‌شده و نه نسب ایشان مشخص گردیده؛ و هیچ نشانه‌ای از جامع بودن این دو فهرست در دست نیست. اما هر چند این سند تا حدی ساختگی به نظر می‌رسد، برخی افراد مذکور در آن از طریق منابع دیگر شوش یا میان‌رودان شناخته شده‌اند، در نتیجه معلوم می‌شود که آن‌ها شخصیت‌های تاریخی بوده و تخیّلی نیستند. سلسلهٔ سوم، یعنی اپارتی‌ها، با دورهٔ بابلی قدیم در میان‌رودان هم‌زمان است؛ این سلسلهٔ ایلامی را اغلب «سلسلهٔ سوکل مخ‌ها» می‌نامند زیرا شاهان آن لقب سوکل مخ داشتند.

#### پادشاهی اوان

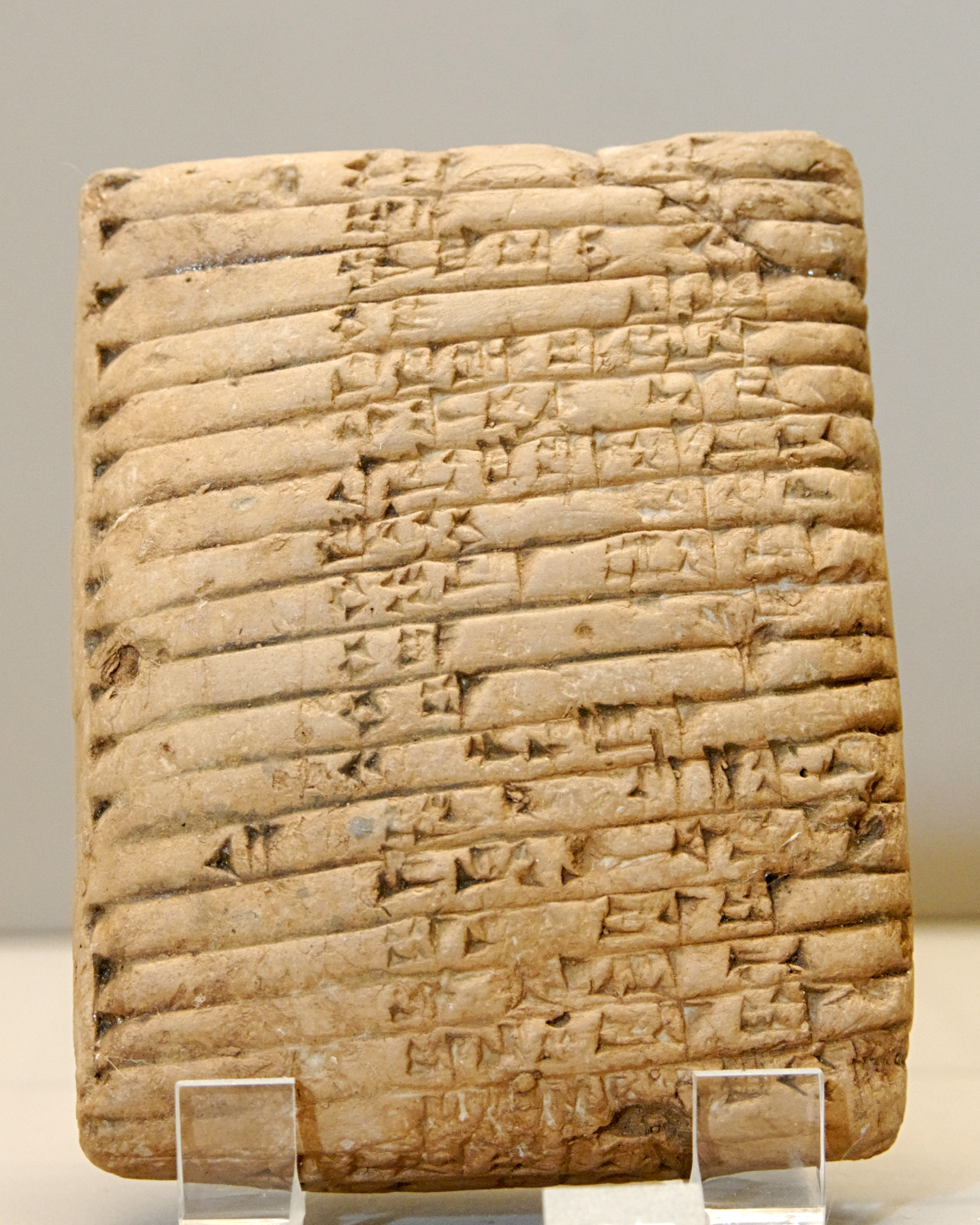
دودمان‌نامهٔ شاهان اوان و شاهان سیماشکی؛ ۱۸۰۰ تا ۱۶۰۰ پیش از میلاد، موزهٔ لوور.

پادشاهی اوان تا حدی با سلسلهٔ سارگن اکدی (۲۳۳۴ تا ۲۲۷۹ پیش از میلاد) هم‌زمان بود و گمان می‌رود آخرین پادشاه این سلسله، پوزور اینشوشیناک، در زمان اورنامو (۲۱۱۲ تا ۲۰۹۵ پیش از میلاد) بنیان‌گذار سومین سلسلهٔ پادشاهی اور، سلطنت می‌کرد. در این مرحله اطلاعات راجع به ایلام در منابع میان‌رودان بسیار واضح و روشن می‌شوند، زیرا توجه میان‌رودانی‌ها به ثروت‌های طبیعی فلات ایران (مانند چوب، سنگ و فلزات) که خود فاقد آن بودند، جذب شده‌بود. گزارش لشکرکشی‌های ایشان اطلاعات مهمی برای بازسازی تاریخ و جغرافیای ایلام به‌دست می‌دهد. دربارهٔ هفت پادشاه نخستین مندرج در فهرست شاهان شوش هیچ‌چیز نمی‌دانیم، اما هشتمین و نهمین شاه (به ترتیب معکوس) در گزارش لشکرکشی‌های سارگن اکدی و پسرش ریموش ذکر شده‌اند. هدف اصلی این لشکرکشی‌های اکدی بهره‌برداری اقتصادی از سرزمین ایلام شامل مرخشی (بلوچستان) بود. اما به‌نظر می‌رسد که این لشکرکشی‌ها در حد تاخت‌وتاز برای کسب غنیمت بود نه فتح واقعی آن قلمرو پهناور. منیشتوشو، شاه اکدی، به جنگ در جنوب ادامه داد و یک پیروزی در «شخیروم» در ساحل خلیج فارس به دست آورد، سپس برای مطیع‌کردن اتحادیه‌ای از سی و دو شهر در ساحل عربی خلیج فارس از دریا عبور کرد. در دوران حکومت نارام‌سین اکدی، یک معاهده بین حاکم تابع نارام‌سین که در شوش حکومت می‌کرد و شاه اوان، شاید خیتا، منعقد شد. این قدیمی‌ترین متن شناخته‌شدهٔ ایلامی‌ست که با نشانه‌های خط میخی نوشته‌شده اما ترجمه و تفسیر آن سخت است.
آخرین پادشاه فهرست شاهان شوش، کوتیک اینشوشیناک، ابتدا شوش و سپس انشان را فتح کرد و به‌نظر می‌رسد که با مطیع‌کردن پادشاه سیماشکی توانست وحدت کوتاه‌مدتی در فدراسیون ایلامی به‌وجود آورد؛ اما جانشینان او نتوانستند که شوش را در قلمرو ایلام نگه‌دارند. پوزور اینشوشینک چندین کتیبه با نام خود در شوش باقی گذاشته است. برخی از آنان به اکدی نوشته‌شده‌اند و بقیه به خط ایلامی باستان یا ایلامی خطی؛ ایلامی خطی یک نظام نگارشی است که تنها معدودی از نشانه‌های آن با قطعیت رمزگشایی شده‌اند. شاید نشانه‌های ایلامی خطی از ایلامی ابتدایی گرفته شده باشند. اما سلطهٔ پادشاهان ایلام بر شوش دیری نپایید، چند سال بعد شولگی، پادشاه اور (۲۰۹۴ تا ۲۰۴۷ پیش از میلاد)، این شهر و نواحی اطراف آن را دوباره تصرف کرد، و بار دیگر شهر شوش بخش تابع امپراتوری میان‌رودان شد و تا فروپاشی آن امپراتوری به همین شکل باقی ماند.

#### پادشاهی سیماشکی
از دوازده پادشاه سیماشکی که نام آنان در فهرست شاهان شوش ذکرشده، نام ۹ نفر در منابع دیگر آمده است. در قسمت اول این دوره مشاهده می‌کنیم که میان‌رودانی‌ها پی‌درپی به فلات ایران حمله می‌کنند؛ به‌نظر می‌رسد که هدف اصلی این حمله‌ها، سیماشکی، موطن پادشاهان ایلامی بود که در ناحیهٔ کرمان امروزی قرار داشت؛ اما حمله‌ها به‌ندرت موفقیت‌آمیز بود. در میان این لشکرکشی‌ها دوره‌هایی از صلح بود که با ازدواج میان خانواده‌های سلطنتی همراه بود. برای مثال، شو سین، پادشاه اور، یکی از دخترانش را به ازدواج شاهزادهٔ انشان درآورد، اما بعداً حداقل دو بار به ساحل جنوب شرقی دریای کاسپین حمله کرد. به‌نظر می‌رسد که میان‌رودانی‌ها برای به‌دست‌آوردن مواد خام مورد نیاز، گاه به روش‌های صلح‌آمیز و گاه به زور توسل می‌جستند. اما قدرت میان‌رودانی‌ها رو به افول بود. ایبی سین، آخرین پادشاه سلسلهٔ اور (۲۰۲۸ تا ۲۰۰۴ پیش از میلاد)، قادر نبود به عمق قلمرو ایلام نفوذ کند و عامل او، ایر ناننا، دیگر بر قسمت عمدهٔ شرق امپراتوری سلطه نداشت و تنها بر سرزمین‌های خط شمال غربی به جنوب شرقی از آربلا به بشیمه در ساحل شمالی خلیج فارس تسلط داشت. در سال ۲۰۰۴ پیش از میلاد، ایلامی‌ها با سوزیانا متحد شدند و به رهبری کینداتو، ششمین پادشاه سیماشکی، اور را فتح کردند و ایبی سین را به‌عنوان زندانی به ایلام بردند.

#### پادشاهی اپرتی
به نظر می‌رسد این دورهٔ طولانی که حدوداً سه سده به‌طول انجامید، با وجود تعداد بیشتر و تنوع مدارک موجود، هنوز یکی از مغشوش‌ترین دوره‌های تاریخ ایلام است. سه موضوع که بازسازی تاریخ این دوره را کاملاً تحریف‌کرده و مورخان جدید را به اشتباه انداخته است:
اول، ترتیب جانشینی و شجره‌نامهٔ حاکمان این دوره است؛ در نتیجهٔ تفسیر نادرست عبارت اکدی «پسر خواهر شیلخخه» (mār ahāti(-šu) ša Šilhaha)، محققان گمان می‌کردند که ترجمهٔ صحیح mār ahāti، همچون میان‌رودان، خواهرزاده (پسر خواهر) است، و این اصطلاح واقعاً به یک رابطهٔ نسبی اشاره می‌کند. در نتیجه، دربارهٔ تقسیم قدرت بین شاخه‌های مستقیم و عرضی خانوادهٔ شاهی فرضیه‌ای مطرح شد که خاص ایلام بود. اما واقعیت کاملاً متفاوت بود: معنی واژگان «پسر خواهر شیلخخه» خواهرزاده نیست، بلکه به معنی پسری است که شیلخخه از همبستری با خواهر خودش به دنیا آورده و نشانهٔ وجود ازدواج با محارم در میان خانوادهٔ سلطنتی است؛ وارث مشروع شاه، از این ازدواج زاده می‌شد. به‌علاوه، این عبارت تنها یک عنوان یا لقب بود، چنان‌که قرن‌ها بعد از مرگ شیلخخه، اونتاش ناپیریشا و خوتلوتوش اینشوشینک، خود را پسر خواهر شیلخخه می‌نامند. این نکته هم اضافه شود که عبارت اکدی را در ایلامی به ruhu-šak ترجمه کرده‌اند: ruhu یعنی پسر، هنگامی که به مادر اشاره می‌شود و šak یعنی پسر، هنگامی که به پدر اشاره می‌شود. اصلاً مسئلهٔ کلمهٔ «خواهر» در میان نیست.
موضوع دوم، که همانند موضوع اول، مانعی برای بازسازی درست تاریخ ایلام بوده، کتیبه‌ای از شیلخک اینشوشینک است که در آن، گروهی از شاهان پیشین خود را نام می‌برد که معبدی متعلق به اینشوشینک را بازسازی کرده بودند. اکثریت مورخان گمان کرده‌اند که شیلخک اینشوشینک در این کتیبه، شاهان پیشین خود را بر حسب ترتیب زمانی ذکر می‌کند و می‌توان این فهرست را با وارد کردن نام شاهانی که به آن‌ها اشاره‌نشده، کامل کرد. اگرچه نام پادشاهان اولیه، عموماً در ابتدای فهرست آمده و در انتها به پادشاهان جدیدتر اشاره‌شده، درون هر گروه ترتیب چینش شاهان با منابع دیگر تعارض دارد. ترتیب زمانی بهم‌خورده، چون چینش شاهان بر مبنای نسب است؛ گاهی، در ابتدا شاخهٔ مستقیم آورده‌شده سپس شاخه‌های عرضی، اما گاه شاخه‌های عرضی، بدون توجه به ترتیب زمانی، بر شاخهٔ مستقیم مقدم شده است. ترتیب شاهان دورهٔ سوکل مخ‌ها به این صورت است: «اپرتی (ابارات)، شیلخخه، سیروک توخ، سیوه پلر خوپاک، کوک گیرمش، اته خوشو، تمتیخلکی، و کوک نشو». در اینجا ترتیب اپرتی، شیلخخه، سیروک توخ، سیوه پلر خوپاک در شاخهٔ مستقیم صحیح است (رابطهٔ پدر پسری دارند). اما دو شاه بعدی یعنی کوک گیرمش و اته خوشو، از نظر ترتیب زمانی در جای درست نیستند، زیرا ایشان بین دورهٔ شیلخخه و سیروک توخ حکومت کردند؛ بنابراین کوک کیرماش از یک شاخهٔ عرضی بود و به‌همین دلیل در فهرست کتیبهٔ شیلخک اینشوشینک، وی «پسر لانکوکو» نامیده شده است. نام لانکوکو در منابع دیگر نیامده و احتمالاً هرگز به حکومت نرسیده است. احتمال دارد که وی برادر یکی از سوکل مخ‌ها بوده است که وقتی درگذشت، وارث مستقیم نداشت یا وارث او برای سلطنت، بسیار جوان بود و به‌این دلیل، پسر برادر او یعنی پسر لانکوکو به حکومت رسید. دلایل بیشتر، از کتیبه‌های برخی از کارمندان رده بالایی به‌دست می‌آید که بعد از خدمت در دستگاه ایدادو دوم، دهمین پادشاه سیماشکی، به کوک کیرماش خدمت کردند؛ بنابراین، او آن‌گونه که درگذشته به نادرست پنداشته می‌شد، نمی‌توانسته در قرن پانزدهم پیش از میلاد حکومت کرده‌باشد. تمتی خلکی و کوک نشور آخرین شاهان شناخته‌شدهٔ سوکل مخ‌ها، احتمالاً از شاخهٔ مستقیم بودند.
سرانجام، موضوع سوم این بود که مورخان گمان می‌کردند، کتیبه‌ای از اته خوشو نشان می‌دهد که زمان حکومت اپرتی، شیلخخه و اته خوشو هم‌زمان بوده و نخستین حکومت سه نفرهٔ سلسله را تشکیل داده‌اند. در واقع بر اساس مدارک مختلفی، به ویژه مهرهای استوانه‌ای خدمت‌گزاران این پادشاهان، می‌توان نشان داد که بین شیلخخه و اته خوشو، شش سوکل مخ اعمال قدرت کرده‌اند: «پالا ایشن، کوک کیرماش، کوک سنیت، تم سنیت، کوک نخونته و کوک نشور اول». این گروه در قرن بیستم پیش از میلاد سلطنت کردند، اما بسیاری از پژوهشگران، مانند والتر هینتس و هاید ماری کخ، حکومت ایشان را در قرن شانزدهم پیش از میلاد می‌دانند.
با توجه به اصلاح شدن تفاسیر مربوط به این سه مورد، امروزه می‌توان تاریخ سلسلهٔ اپرتی را به‌طور منسجم، اگرچه ناکامل، نوشت. پادشاهان سیماشکی که جانشین کینداتو شدند، بعد از سقوط امپراتوری اور در شوش مستقر شدند. پادشاهان سیماشکی، ایدادو اول و تن روخوراتر دوم (که با مکوبی، دختر بیلالاما پادشاه اشنونا در میان‌رودان ازدواج کرد) معابدی را در شوش ساخته یا تجدید بنا کرده‌اند. اما اپرتی دوم اگرچه در فهرست شاهان شوش نهمین شاه سیماشکی نامیده شده است، بنیان‌گذار سلسله‌ای جدید بود که مورخان امروزی آن را سلسلهٔ اپرتی‌ها می‌نامند. جای تعجب است که اولین شاهان اپرتی، هم‌زمان با آخرین شاهان سیماشکی (یعنی ایدادو دوم، ایدادو نپیر، و احتمالاً ایدادو تمتی) حکومت می‌کردند. اپرتی، اولین شاه سلسله‌اش، حداقل در بخشی از عمرش با گروهی از شاهان سوکل مخ، هم‌زمان بود. دومین شاه اپرتی، شیلخخه، در دو سند از دورهٔ اته-خوشو ذکر شده است؛ اته خوشو با سومو ابوم (۱۸۹۴ تا ۱۸۸۱) نخستین شاه سلسلهٔ اول بابل، هم‌زمان بود.
دو ویژگی در سلسلهٔ سوکل مخ‌ها قابل توجه است: یکی طول حکومت ایشان و دوم، تمایل روزافزون خاندان سلطنتی به فرهنگ سامی. با ملحق کردن سوزیانا به امپراتوری ایلام، سوکل مخ‌ها باعث شدند که شوش همچنان مرکزی مهم بماند. این فرایند در چند حوزه مشهود است. برای مثال، ایلامی‌ها زبان خود را بر مردم شوش تحمیل نکردند؛ اکثریت غالب اسناد این دوره که از حفاری‌های شوش به‌دست‌آمده، به‌زبان اکدی هستند؛ بیشتر آن‌ها اسناد حقوقی یا اقتصادی مربوط به زندگی روزمره بوده و نام سوکل مخ یا سوکل در آن‌ها ذکر شده است.
همچون زبان، مردم شوش مجمع خدایان (پانتئون) شوشی-میان‌رودانی خود را نیز حفظ کردند که در رأس آن، اینشوشینک، خدای حامی این شهر قرار داشت. خدایان اصیل ایلامی نادر بودند. نهایتاً این توجه به فرهنگ سامی، یا غربی‌شدن، در القاب مشاهده می‌شود. به‌عبارت دیگر، عناوین شاهی نیز تمایل سوکل مخ‌ها را به فرهنگ سامی نشان می‌دهد. عنوان «شاه انشان و شوش» که لقب اپرتی، بنیان‌گذار سلسلهٔ سوکل مخ‌ها، بود، به‌زودی کنار گذاشته شد و عناوینی استفاده شد که به کارگزاران میان‌رودانی منصوب شده در شوش یا ایلام در دوران امپراتوری سوم اور متعلق بود. قدرت عالی در دست سوکل مخ بود. گاهی فرمانروا بخشی از قدرت را به فرزندان خود محول می‌کرد، که در این صورت اگر فرماندار ایالت‌های شرقی امپراتوری بودند، لقب «سوکل ایلام و سیماشکی» به ایشان داده می‌شد و اگر فرماندار سوزیانا می‌شدند، به «سوکل شوش» ملقب می‌شدند؛ گاه به این فرماندار «شاه شوش» لقب می‌دادند؛ بنابراین لازم است تا فرضیهٔ تقسیم قدرت در ایلام را کنار بگذاریم.
جانشینی بر تخت شاهی حق پسر ارشد بود، اما یک عنصر مهم به آن اضافه شده بود، مشروعیت، درجه‌بندی داشت: فرزندان حاصل از ازدواج درون‌خانوادگی بر فرزندان حاصل از ازدواج با غریبه‌ها تقدم داشتند. فرزندی که از وصلت پادشاه با یک شاهزاده خانم ایلامی، یعنی غریبه (خارج از خانواده)، به‌دنیا می‌آمد، مشروع بود. اما فرزندی که از وصلت پادشاه با خواهر خودش به دنیا می‌آمد، مشروعیت بالاتری داشت؛ بنابراین، پسر ارشد که از ازدواج شاه با یک شاهزاده خانم خارج از خانواده (ازدواج برون همسری) به دنیا آمده، می‌بایست تاج و تخت را به برادر کوچک‌تری که از ازدواج بعدی شاه با خواهرش (ازدواج درون‌همسری) به‌دنیا می‌آمد، واگذار می‌کرد. پسری که از ازدواج شاه با دخترش به‌دنیا می‌آمد، بالاترین درجهٔ مشروعیت را داشت. این مورد چند قرن بعد برای خوتلوتوش اینشوشیناک پیش‌آمد، که به نظر می‌رسد پسر شوتروک نهونته یکم از دخترش نخونته اوتو بود. در شرایطی که پادشاه وارث مذکر نداشت یا وارث او برای حکومت کردن خیلی جوان بود، قدرت به شاخهٔ عرضی می‌رسید، مانند کشورهای دیگر.
لازم نبود که «سوکل ایلام و انشان» و «سوکل شوش» با مقام عالی سوکل مخ پیوند خانوادگی داشته باشد. اما گاه پیش می‌آمد که شاه به دلایل عملی (فایده، مصلحت) فرزندان خود را در قدرت شریک می‌کرد. این احتمال وجود دارد که همانند دورهٔ هخامنشی، دربار به هنگام تابستان به علت گرمای شدید، شوش را ترک می‌کرد و در فلات که معتدل‌تر بود، پناه می‌گرفت. پس احتیاط حکم می‌کند که فرد مورد اعتمادی را برای اداره سرزمین‌های پست منصوب کنند.

### ایلام میانه
در دورهٔ ایلام میانه، شاهان ایلامی سریعاً راه خود را از دورهٔ قبل جدا کردند. در واقع ویژگی این دوره، «ایلامی شدن» سوزیانا است (برخلاف «سامی شدن» در دورهٔ قبل). شاهان این دوره، عنوان سوکل مخ یا سوکل را رها کردند و عنوان قدیمی «شاه انشان و شوش» را برگزیدند (در کتیبه‌های اکدی به‌صورت «شاه شوش وانشان»). زبان اکدی در زمان اولین خانوادهٔ حاکمان ایلامی میانه، یعنی کیدینوها، هنوز استفاده می‌شد، ولی در کتیبه‌های دو دودمان بعدی، ایگه هلکی‌ها و شوتروکی‌ها، به‌ندرت دیده می‌شود.
درخشان‌ترین دوره حاکمیت ایلامی‌ها از نظر هنر و معماری، دوره میانی است که در آن آثار معماری ارزشمندی ایجاد گردیده که اغلب معابد هستند. ایلامی‌ها هم مانند اقوام باستانی دیگر به مذهب و پرستش خدایان متعدد اهمیت می‌داده‌اند و موید این مطلب کشف معابد، گورها و نقوش برجسته در نقاط استقرار آنهاست. یکی از آثار قابل تأمل و مهم آن‌ها زیگورات چغازنبیل است.
در این دوره مجمع خدایان ایلامی بر سوزیانا تحمیل شد و با ساخت مجموعهٔ سیاسی-دینی چغازنبیل، به اوج قدرت خود رسید.
زیگورات چغازنبیل کهن‌ترین اثر ایرانی است که دارای ابعاد و خصوصیات خیره‌کننده است و با اهرام مصر برابری می‌کند. این بنای عظیم به صورت هرم مطبق یا پله پله ساخته شده است.
در حدود ۱٬۲۴۴ تا ۱٬۲۰۸ پیش از میلاد، درگیری‌های بین ایلام و امپراتوری آشور افزایش پیدا می‌کند. توکولتی نینورتای یکم پادشاه آشور به کوه‌های شمال ایلام حمله می‌کند. در همین دوره و در زمان پادشاهی کیدین خوران (Kidin-Ḵutran) ایلام به بابل حمله می‌کند.
در حدود ۱۱۷۱ پیش از میلاد، کویترناهونته شاه ایلام به بابل حمله کرده و آن سرزمین را فتح می‌کند.
در حدود ۱٬۱۰۰ تا ۷۷۰ پیش از میلاد، اتحاد ایلام و بابل علیه آشور صورت می‌پذیرد.

#### دودمان کیدینوها
به‌کار بردن واژهٔ دودمان برای کیدینوها شاید نادرست باشد، زیرا هنوز هیچ نشانه‌ای از رابطهٔ پدر فرزندی بین پنج حاکمی که یکی پس از دیگری به حکومت رسیدند، در دست نیست: کیدینو، اینشوشینک سونکیر نپی پیر، تنروخوراتر دوم، شالا، و تپتی اهر. مدارک شوش و هفت تپه، کبناک باستان، نشان می‌دهند که بین دورهٔ سوکل مخ و دورهٔ ایلامی میانی انقطاعی وجود دارد. نخستین نشانهٔ انقطاع، انتخاب لقب بود. کیدینو و تپتی اهر خود را «شاه شوش و انزان» نامیدند و به این شکل خود را به سنتی کهن متصل کردند. لقب دیگر آن دو، «خدمتگزار کیرواشیر» خدایی ایلامی است، بدین گونه مجمع خدایان فلات ایران را در سوزیانا رواج دادند. اما مانند دورهٔ قبل، آنان همچنان زبان اکدی را در تمام کتیبه‌های خود استفاده کردند.

#### دودمان ایگه هلکی
تا همین اواخر، به نظر می‌رسید که دودمان ایگه هلکی یکی از شناخته‌شده‌ترین دودمان‌ها در تاریخ ایلام است. مورخان گمان می‌کردند که به‌دنبال حملهٔ یکی از شاهان کاسی به نام کوریگلزو دوم (۱۳۳۲ تا ۱۳۰۸ پیش از میلاد) علیهٔ شاه ایلامی به نام هورپتیلا ایگه هلکی در حدود سال ۱۳۲۰ پیش از میلاد، قدرت را به دست گرفت؛ سپس حکومت وی به شش جانشینش منتقل شد، که معروف‌ترین ایشان اونتاش ناپیریشا است که در حدود ۱۲۵۰ پیش از میلاد، زیگورات معروف چغازنبیل را ساخت. این دوره با کیدین هوتران سوم خاتمه یافت که وی با به‌دست آوردن دو پیروزی در مقابل انلیل ندین شومی (۱۲۲۴ پیش از میلاد) و ادد شوما آیدین (۱۲۲۲ تا ۱۲۱۷ پیش از میلاد) به عظمت و شکوه کاسی‌ها پایان داد. ترکیب اطلاعات بدست‌آمده از یک نامه که اینک در موزه خاور نزدیک برلین نگهداری می‌شود و دو قطعه از یک مجسمهٔ بازکشف‌شده در موزه لوور، موجب تجدید نظر کامل در این تصور گردید. نامهٔ موجود در برلین، یک متن بابلی جدید است که به زبان اکدی نوشته‌شده است، ولی به روی تکه‌های مجسمه، کتیبه‌ای به‌زبان ایلامی هست. فرستندهٔ نامه یک شاه ایلامی‌ست که نام او روی متن از بین‌رفته اما به احتمال قوی، شوتروک ناهونته یکم است؛ نویسنده ادعا می‌کند که حکومت بابل حق اوست. نام مخاطب نامه هم از بین رفته است. شاه ایلامی برای اثبات ادعایش بر حکومت بابل، نام تمام شاهان ایلامی را که با شاهدختان کاسی ازدواج کرده بودند، به علاوهٔ فرزندان حاصل از این ازدواج‌ها، ذکر می‌کند. برای نمونه، جانشین بلافصل ایگه هلکی، پهیر ایشن یکم، با خواهر یا دختر بزرگ کوریگالزو اول ازدواج کرد؛ پایان حکومت کوریگالزو اول، سال ۱۳۷۴ پیش از میلاد بوده است، پس معلوم می‌شود که سلسلهٔ ایگه هلکی تقریباً یک قرن از آنچه پیشتر تصور می‌شد قدیمی‌تر بوده است. به‌علاوه، دو شاه که پیشتر ناشناخته بودند در این متن ذکر شده‌اند: یکی، کیدین هوتران دوم، پسر اونتاش ناپیریشا (این شخص نمی‌تواند همان کیدین هوترانی باشد که با کاسی‌ها جنگید)، دوم، پسر وی نپیریشه اونتش. چون قطعات مجسمهٔ موزهٔ لوور به کیدین هوتران دیگری که پسر پهیر ایشن بوده منسوب است، حتماً سه پادشاه به این نام در سلسلهٔ ایگه هلکی‌ها وجود داشته است: کیدین هوتران اول (ازدواج کرده با دختر شاهزاده [ناخوانا] دانیاش)، پسر پهیر ایشن؛ کیدین هوتران دوم، پسر اونتاش نپیریشه و کیدین هوتران سوم که پدرش معلوم نیست؛ بنابراین تعداد پادشاهانی که در این دوره به قدرت رسیدند، از هفت به ده نفر افزایش یافت، و هنوز معلوم نیست که فهرست کامل باشد. در واقع، نخستین توصیف به‌جامانده دربارهٔ این سلسله در یکی از کتیبه‌های شیلهک اینشوشینک از دودمان شوتروکی است؛ وی در آن کتیبه، شماری از شاهان قبلی را نام می‌برد که معبدی از اینشوشینک را بازسازی کرده بودند. در نامهٔ برلین هم فقط به شاهانی که با شاهدخت‌های کاسی ازدواج کرده بودند یا فرزندان ایشان اشاره شده است. شاهی که در این دو گروه نباشد، گمنام می‌ماند. سرانجام، اکنون می‌توان تأیید کرد که هورپتیلا، شاه ایلام نبود بلکه شاه سرزمینی به‌نام الامات بود.
ویژگی اصلی این سلسله، «ایلامی کردن» سوزیانا است؛ مجتمع دینی چغازنبیل، (دوراونتاش باستان)، گواهی بر این سیاست است، که در زمان کیدینوها آغاز شده بود. در حالی که اپرتی‌ها، عناوین، خدایان و زبان خود را از شوشی‌ها اقتباس کرده‌بودند، ایگه هلکی‌ها بر جنبهٔ ایلامی سوزیانا تأکید کردند. ازاین‌رو، اسناد نوشته‌شده به‌زبان اکدی از زمان حکومت ایگه هلکی‌ها بسیار نادر است و غالب این نوشته‌های اکدی، لعن و نفرین کسانی‌ست که آثار یادبودی ایشان را خراب کنند، گویی که این ویرانگری تنها از میان‌رودی‌ها برمی‌آید.
دومین ویژگی این دودمان، احیای عنوان قدیمی «پادشاه شوش و انشان» بود. ویژگی دیگر و مهم‌ترین آن‌ها، حضور قدرتمند خدایان فلات ایران در سوزیانا بود. برای نمونه، دیدگاه اونتاش ناپیریشا در چغازنبیل روشن‌گر است؛ در آغاز، شاه، زیگوراتی کوچک در داخل محوطه‌ای به مساحت ۱۰۵ متر مربع ساخت که به دور این محوطه، معبدهایی ساخته شده بود. این زیگورات ابتدایی ضرورتاً به اینشوشی‌ناک، خدای حامی شوش و سوزیانا تقدیم شده بود. اما، شاه به‌زودی نظر خود را تغییر داد و تصمیم گرفت زیگورات بزرگی بسازد. زیگورات کوچک خراب شد و ساختمان‌هایی که محوطهٔ مربع‌شکل را احاطه کرده بودند، در طبقهٔ اول بنای جدید ادغام شدند. بنای جدید پنج طبقه داشت و مساحت هر طبقه از مساحت طبقهٔ زیرینش کمتر بود. لازم به تأکید است که ساختمان جدید، مشترکاً به ناپیریشا، خدای اصلی انشان و اینشوشی‌ناک وقف گردید. اینشوشی‌ناک همواره بعد از ناپیریشا و در مقام دوم ذکر می‌شود؛ حتی وقتی کری‌ریشا، همسر ناپیریشا حضور داشت، اینشوشی‌ناک در مقام سوم می‌آمد. بدین ترتیب، تقدم جزء ایلامی بر جزء شوشی در ترتیب خدایان نیز منعکس گردید. اما موقعیت حتی پیچیده‌تر از این بود. در داخل سه دیوار متحدالمرکز چغازنبیل، معابدی برای خدایان مختلف پانتئون جدید شوشی-ایلامی ساخته شده بود و به‌نظر می‌رسد که تمامی خدایان اصلی کنفدراسیون ایلامی حضور داشتند. برای مثال، پینی‌کر، هومبان، کیرمشیر و ناهونته، احتمالاً متعلق به مجمع خدایان اوان بودند؛ در صورتی‌که روهوراتر و هیشمتیک، خاستگاه سیماشکی داشتند. از بین خدایان انشان، می‌توان به زوج ناپیریشا و کری‌ریشا، به علاوه کیلخ شوپیر و منزت اشاره کرد. خدایان دیگر شوشی- میان‌رودانی، مانند اینشوشی‌ناک، ایشمکرب، نبو، شمش و ادد، بین قدرت ایلام و شوش تعادل برقرار می‌کردند.
تأسیس شهر دوراونتاش و زیگورات چغازنبیل بدون هیچ سابقه‌ای، بیشتر ماهیتی سیاسی داشت تا دینی، زیرا نشان می‌دهد که کنفدراسیون کهن ایلامی از نظر فرهنگی و سیاسی بر سوزیانا مسلط شده است. عجیب است که این مجتمع عظیم به‌سرعت متروکه شد. هیچ پادشاه دیگری به جز اونتاش ناپیریشا کتیبه‌ای به نام خود در آنجا باقی نگذاشت و شوتروک نهونته گزارش می‌کند که کتیبه‌هایی را از دوراونتاش به شوش برده است. دربارهٔ دو جانشین بلافصل اونتاش ناپیریشا، یعنی کیدین هوتران دوم و نپیریشه اونتش اطلاعی در دست نیست. لشکرکشی‌های آخرین شاه این سلسله، کیدین هوتران سوم، علیه پادشاهان کاسی بابل، انلیل ندین شومی و ادد شوما ادینا، دلالت می‌کنند که روابط خوب این دو خانوادهٔ سلطنتی، به‌سرعت از بین رفته بود (زمانی بین این دو خانواده روابط حسنه وجود داشت).

#### دودمان شوتروکی
در زمان شوتروکی‌ها، شوش، بزرگی خود را که تا حدی با ساخت چغازنبیل تحت‌الشعاع قرار گرفته بود، دوباره به‌دست‌آورد و تمام جلال و شکوه تمدن ایلامی دوباره آشکار شد. ثروت‌های شوتروک ناهونته یکم و سه پسر و جانشین او به این نسل جدید «شاهان انشان و شوش» امکان داد تا به کرات علیهٔ شاهان کاسی میان‌رودان لشکرکشی کنند و امپراتوری ایلام و به‌ویژه شوش را با معابدی که به‌شکل باشکوهی بازسازی شده‌بودند، تزئین نمایند. سه جانشین شوتروک نهونته عبارت بودند از کوتیر نهونته دوم، شیلهک اینشوشینک و هوتلوتوش اینشوشینک.
شوتروک نهونته، پسر هلوتوش اینشوشینک، چندین بار علیهٔ میان‌رودان لشکرکشی کرد و از آنجا غنائمی آورد که بر روی آن‌ها نامش را نوشته است. اطلاعات بدست‌آمده از یک نامه که اینک در موزه خاور نزدیک برلین نگهداری می‌شود، مشخص می‌کند که شوتروک نخونته بر بابل ادعای سروری داشت و شاید این جنگ‌ها بعد از انکار بابلی‌ها رخ داد. به‌این ترتیب، می‌دانیم که او به اکد، بابل، و اشنونا حمله کرد و مجسمه‌های منیشتوشو را از اشنونا به غنیمت گرفت. همین شاه ایلامی بود که اسناد مشهوری مانند قانون حمورابی و ستون نارام‌سین را به‌عنوان غنیمت به شوش آورد. در سال ۱۱۵۸ پیش از میلاد، او شاه کاسی، زبابا شوما ایدینا را کُشت و پسر ارشد خود کوتیر نهونته را بر تخت سلطنت بابل نشاند. وقتی شوتروک نهونته درگذشت، کوتیر نهونته جانشین او شد و سیاست وی را در میان‌رودان ادامه داد و با معزول کردن انلیل ندین اخی (۱۱۵۷ تا ۱۱۵۵ پیش از میلاد) سلسلهٔ طولانی کاسی‌ها را پایان داد. او فقط برای مدت کوتاهی سلطنت کرد و سپس برادرش شلیهک اینشوشینک جانشین او شد. شیلهک اینشوشینک کتیبه‌های زیادی از خود به‌زبان ایلامی بر جای گذاشته است که از یک‌سو، لشکرکشی‌های متعدد او را به میان‌رودان ثبت کرده‌اند و از سوی دیگر، معابدی را که او ساخته یا بازسازی کرده و به خدایان تقدیم کرده بود را مشخص می‌کنند. برای مثال، در کتیبه‌ای ذکر می‌کند که بیست معبد «دارای باغ» را در شوش و ایلام تقدیم خدایان کرده است.
آخرین پادشاه این دودمان، هوتلوتوش اینشوشینک، گاه خود را «پسر کوتیر نهونته و شلیهک اینشوشینک» نامیده و گاه خود را «پسر شوتروک نهونته، و کوتیر نهونته، و شلیهک اینشوشینک» می‌نامد؛ وی احتمالاً پسر شوتروک نهونته از دخترش نهونته اوتو بود، که ظاهراً نمونهٔ دیگری از ازدواج با محارم در داخل خاندان سلطنتی ایلام است. هوتلوتوش اینشوشینک به‌اندازهٔ شاهان قبلی‌اش باکفایت نبود و برای مدت کوتاهی، نبوکدنصر یکم شوش را از وی گرفت. وی در انشان پناه گرفت، در آنجا معبدی را ساخت یا بازسازی کرد و سپس به شوش بازگشت، و احتمالاً در آن‌جا برادرش شیلهنیا امرو لگمر جانشین وی شد. با این پادشاه، قدرت ایلام برای مدت طولانی از صحنهٔ سیاسی محو شد.

### ایلام نو
ویژگی اصلی و متمایزکنندهٔ دوره ایلامی نو، ورود انبوه ایرانیان به فلات ایران بود، که در نتیجه، آنچه از امپراتوری سابق ایلام برجای مانده بود، باز هم کوچک‌تر شد. هر چند این مهاجمان در متون ایلامی دیر ظاهر می‌شوند، اما حضور ایشان بر اساس منابع آشوری مسلم است. در منابع آشوری دو گروه از مادها متمایز شده‌اند: «مادهای قدرتمند» و «مادهای دور» یا «مادهایی که در کنار کوه بیکنی، کوهستان سنگ لاجورد، زندگی می‌کنند». گروه اول که منطقهٔ اطراف هگمتانه (همدان امروزی) را اشغال کرده بود، به‌دلیل برخوردهای مکرر و غالباً ستیزه‌جویانه با آشوری‌ها به‌خوبی شناخته شده است؛ اما گروه دوم، شامل تمام قبایلی که نواحی میان اطراف تهران امروزی و شرق افغانستان را در دست داشتند، به‌خوبی شناخته نشده است. هخامنشیان (و به پیروی از ایشان، هرودوت) گروه دوم را به نام ذکر می‌کنند: «پارتی‌ها، سگرتی‌ها، آریان‌ها، مرگیان‌ها، باکتری‌ها، سغدی‌ها و احتمالاً مردمان همسایه ایشان.» اما در سالنامه‌های آشوری تمام این قبایل ایرانی (به اشتباه) زیر عنوان کلی «مادهای دوردست» آمده‌اند. یکی دانستن کوه بیکنی با دماوند و الوند قابل قبول نیست. یکی دانستن کوه بیکنی با منابع سنگ لاجورد در بدخشان نه‌تنها با نوشته‌های نویسندگان کلاسیک تأیید می‌شود، بلکه از نظر تاریخی هم منطقی و قابل قبول است، خواه منابع آشوری، ایلامی، یا ایرانی آن را ثبت کرده‌باشند یا نه. پیشرفت کند مادها و پارس‌ها در فلات، ایلامی‌ها را از انشان به سمت سوزیانا راند، که نزدیک به هزار و پانصد سال دومین مرکز امپراتوری ایشان بود. سرزمین انشان به‌تدریج تبدیل به پارس گردید و تنها بعد از آن بود که سوزیانا به‌عنوان ایلام شناخته شد. در بیشتر منابع این دوره، به‌ویژه در منابع میان‌رودانی، سوزیانا ایلام نامیده می‌شود.
با این حال، شاهان ایلامی نو هنوز خود را «پادشاه انشان و شوش» می‌نامیدند؛ به جز سه شاه آخر، یعنی اومانونو، شلیهاک اینشوشینک دوم و تپتی هومبان اینشوشینک.

## زبان و خط ایلامی
در ۳۰۰۰ سال قبل از میلاد وقتی سومریان خطی تصویری را به‌عنوان ابزاری کمکی برای نگهداری حساب‌هایشان اختراع کردند، این ابداع به‌سرعت به همسایگان ایلامی‌شان رسید؛ زیرا بلافاصله پس از آن اولین لوحه‌های زبان تصویری ایلام را در شوش می‌بینیم. این به‌اصطلاح خط ایلامی آغازین، هم در شروع و هم تا مدتی بعد، مانند سومری، یک خط کاملاً تصویری بود.
گل نوشته‌هایی ازخط پروتوایلامی در تپه ملیان فارس، تپه سفالی و شغالی پیشوا و شوش، تپه حصار دامغان و درگل نوشته‌های باروی تخت‌جمشید یافت شده است و اولین خط تصویری جهان می‌باشد. این خط هم‌اکنون توسط پروفسور یاکوبدال استاد دانشگاه آکسفورد انگلستان درحال خوانش می‌باشد.
خط آغازین ایلامی احتمالاً حداکثر ۱۵۰ نشانه داشته است. از این خط صرفاً تصویری، به تدریج یک خط هجایی به وجود آمد. نشانه‌های خط هجایی-ترسیمی در مرحلهٔ آخرین خود حدود ۸۰ نشانه بود و معمولاً از بالا به پایین نوشته می‌شد.
زبان ایلامی در مقایسه با زبان هوریایی، قفقازی و برخی زبان‌های دیگر، اصولاً تصریف ندارد. حتی اثری از پایانه‌های صرفی در آن دیده نمی‌شود، اما تعداد قابل توجهی ادات واژه بست، پیشوند و میانوند خاص، یا به بیان دقیق تر، وند دارد.
زبان ایلامی در نوع خودش زبانی پیوندی است بدون هرگونه عنصر تصریف. ریشهٔ اسامی و افعال در این زبان تغییر نمی‌کند.
در زبان ایلامی کهن ساختمان واژه‌های مرکب را داریم. پدیده‌ای این چنین در تاریخ خط شرق باستان چیز تازه‌ای نیست.
زبانِ ایلامی، جایگاه خود را پس از ورود اقوام مهاجم نیز نگه داشت و زبان دوم نوشتاری حکومتِ ایران در دورانِ هخامنشی بود. در بیشتر سنگ نوشته‌های عصرِ هخامنشی ترجمه ایلامی و بابلی نوشته‌ها نیز آمده است.

## دین ایلامیان

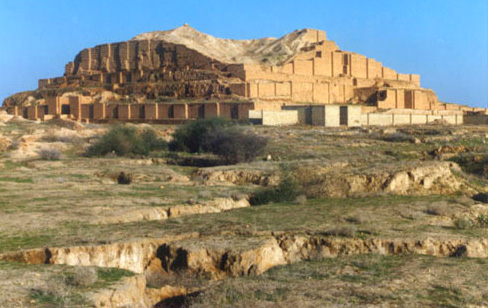
چغازنبیل

اساساً دین ایلامی به گونه‌ای پایدار، فردیت و خصوصیات ویژه‌ای دارد. بخشی از این فردیت در برگیرندهٔ نوعی عبودیت و احترام غیر متعارف به زنانگی ابدی و پرستش مار است که ریشه در جادو دارد؛ مار یک نقش‌مایهٔ راستین تمدن ایلام است.
ایلامیان مطمئن بودند که همهٔ خدایان یک قدرت اسرارآمیز و فوق طبیعی دارند که به وسیلهٔ کلمهٔ «کیتِن» بیان می‌شد؛ این کلمه از ایلامی به اکَدی با تغییر شکل به صورت «کیدِنُو» وارد شد.
«کیتن هُومبَن» فره ایزدی خاص فرمانروایان بود، به ویژه وقتی که به رأس هرم خدایان ایلام رسید.

### الهه‌های ایلامی
در ایلام سه الهه عنوان مادر خدا را داشته‌اند. شوش پینیکیر را داشت، که احتمالاً از کوه‌های قسمت شمال منشأ گرفته بود، کیریریشَ مادر خدایان قسمت کنارهٔ جنوبی خلیج فارس بود، و کوه‌های شرقی قسمت انشان الههٔ پَرتی را داشتند. اما به مرور زمان ترکیب جدیدی در ترتیب خدایان ایلامی به وجود آمد؛ مادرخدایان، چه پینیکیر و چه کیریریشَ، نه بی درگیری، سرانجام به برتری یک خدای مذکر گردن نهادند. اما این الهه‌های زن هرگز از گروه خدایان برتر ایلامی حذف نشدند، زیرا در قلب افراد عامی جایگاهی ابدی داشتند.
خدای مذکری که الهه‌های بزرگ مجبور شدند جای خود را به او بدهند هومبَن بود. در طول هزارهٔ سوم هنوز او در مقام سوم قرار داشت، اما از اواسط هزارهٔ دوم قبل از میلاد در رأس خدایان ایلامی قرار گرفت. هومبَن به عنوان خدای آسمان‌ها، در شوش، او شوهر الههٔ آسمان‌ها بود که ابتدا پینیکیر و بعدها کیریریشَ به‌شمار می‌آمد. در واقع، عنوان همسر بزرگ را داشت؛ که این ازدواج دوم منتج به تولد خدایی به نام هوترَن شد.
از مهم‌ترین خدایان ایلامی می‌توان به این شوشینک اشاره کرد که در میان همهٔ خدایان ایلامی عمیق‌ترین نفوذ را بر روحیات ایلامی‌ها داشته است. این خدا فرمانروای جهان مردگان بود و الهه‌های همکار او ایشنیکَرَب و لَگَمَل بودند. در سرتاسر ایلام اعتقاد به زندگی پس از مرگ وجود داشته است، روح جدا شده از زمین توسط دو خدای راهنما، ایشنیکَرَب و لَگَمَل پیشواز و به سوی این شوشینک راهنمایی می‌شد که رأی خود را در مقام «ارزیاب روح‌ها» صادر می‌کرد.
خدای خورشید ایلامی نَهونتِ نامیده می‌شد؛ که در اصل نَن هوندِ یعنی خالق روز بود. نَهونتِ خدای مخصوص اجرای قوانین هم بوده است. خدای ماه احتمالاً نَپیر نامیده می‌شد و لقب او درخشنده بود و برای ایلامیان بالاتر از همه پدر یتیمان محسوب می‌شد.
از دیگر خدایان ایلامی؛ سیموت که پیک نیرومند خدایان بود، منزَت که همسر سیموت بود، سَیشوم که حافظ قصر خدایان بود، نَرونتِ که الههٔ پیروزی خوانده می‌شد، شَزی خدای رودها که در محاکمات به عنوان قاضی آزمون‌های سخت به او متوسل می‌شدند را می‌توان ذکر کرد.

### کاهنان معابد
در همهٔ دوره‌ها یک حوزهٔ مذهبی وابسته به معبد بود؛ در پایتخت کاهنان متعددی بودند و کارکنان زیادی داشتند. در رأس این حوزه کاهن اعظم قرار داشت. در نوشتارهای ایلامی عنوان آن را بر اساس ضبط اکدی اش، «پَشیشو رَبو» می‌توان یافت؛ کاهنان عادی عنوان ایلامی «شَتِن» را داشتند.
کاهنه‌های زن ایلامی «مادر روحانی» که «اَماهاشتوک» نامیده می‌شدند و عالیترین کاهنهٔ ایلام بودند. این کاهنه باید همسر برادرش یعنی میهن سالار (سُوَکَل- مَخ) بود. از این رو، برای رسیدن به پادشاهی، نامزد این مقام، بایستی حامل خون پادشاهی از طرف پدر و مادر هر دو بوده باشد که حتی مادر اهمیت بیشتری داشته است.

### مراسم مذهبی
مهم‌ترین مراسم مذهبی در ایلام، جشنواره «الههٔ نگهبان پایتخت» بوده است. از زمان‌های قدیم در شوش آکروپولیسی وجود داشته است که دارای حریم مقدسی مشتمل بر معابد خدایان مختلف بوده که معبد این-شوشینک معبد برجستهٔ آن بوده است. «الههٔ نگهبان پایتخت» احتمالاً به پنیکیر اطلاق می‌شده است و شاید بعدها به کیریریشَ هم اطلاق می‌شده است.
جشنواره «مادر اعظم» در ماه جدید، نزدیک به شروع، فصل پاییز که در واقع آغاز سال هم بود، برگزار می‌شد. در باغ‌های مقدس الهه، قوچ‌های اختهٔ پرورش یافته طی مراسم مذهبی که به نام «گوشون» معروف بود، قربانی می‌شدند. از آنجا که این جشنواره «روز قربانی جاری» نامیده می‌شد، جریان خون قربانی اهمیت ویژه‌ای داشت. حساب‌های درباری سلطنتی روشن می‌کند که این جشنواره تزکیه فقط در حریم مقدس صورت نمی‌گرفت، بلکه در حضور شاه و ملکه هم برگزار می‌شد. حیوانات لازم برای قربانی از میان رمه‌های سلطنتی در اوایل سپتامبر انتخاب می‌شد و پس از جدا کردن، هر مورد توسط منشیان مسئول به طریقهٔ مناسب رسمی ثبت می‌شد.
جشنواره «تُوگَه» هم به خدای سیموت (شیموت) تخصیص یافته بود. برای این جشنواره، گاو نری را قربانی می‌کردند. این جشنواره سالی یک بار و در نیمهٔ ماه مه برگزار می‌شد.

### معابد مذهبی
اعمال منظم نیایشی ایلامیان — جدا از سفرهای زیارتیشان — در معابد و زیارتگاه‌هایی صورت می‌گرفت که مهم‌ترین معبد شناخته شده چغازنبیل است. در میان حصارهای داخلی و خارجی این معبد می‌توان باقی مانده‌های سه معبد دیگر را مشاهده کرد. در قسمت چپ داخلی، بلافاصله پس از دروازهٔ شمالی دیوار درونی، معبد هُومبَن قرار دارد؛ در وسط و در سمت راست شکل، جایگاهی قرار دارد که به دو خدا هیشمیتیک و روهورَتِر (اعضای پرستش گاه در کوه‌های انشان) اختصاص دارد. در گوشهٔ شرقی صحن مقدس مکانی که سیَنکوک نامیده می‌شود معبدی است که به گروهی از خدایان تعلق داشته که شامل چهار جفت خدا تحت عنوان نَپرَتِب بوده‌اند؛ نَپ واژهٔ ایلامی به معنای خدا است و رَتِپ در حالت جمع به معنای روزی دهنده است؛ به این ترتیب نَپرَتِب به معنای خدایان روزی دهنده — شاید خدایان مؤنث — بوده‌اند. از دیگر معابد ایلامیان می‌توان به معبد و پرستشگاه سُوهسیپا و پرستشگاه‌های بِلتیا و ایشنی کاراب (ایشنیکَرَب) اشاره نمود.
جالب‌ترین ویژگی معابد ایلامی وجود سه شاخ بزرگ است که در هر طرف دیوارهای معبد نصب می‌شد. سنگ نبشته‌های ایلامی میانه ثابت می‌کند که این شاخ‌ها اِ-اول جزء مهمی از هر معبد را می‌ساختند، چون نماد الوهیت بود.

## قلمرو فرمانروایی ایلامیان

نقشه‌ای از سرزمین ایلام (عیلام) باستان (نارنجی) و نواحی همسایه آن

پادشاهی ایلام در اوج قدرت خود توانسته‌بود حتی بر بخش‌های مهمی از میانرودان (بین‌النهرین) هم چیرگی یابد، اما محدوده قدرت مرکزی ایلام شامل سراسر سرزمین ایران نمی‌شده است. این پادشاهی اتحادی بوده که ایل‌ها و طوایف منطقه را دربر می‌گرفته، اما چنین یکپارچگی می‌تواند به معنی امپراتوری نباشد. هرگاه ایلامیان قدرت داشتند، نقش مهمی در درگیری‌های سیاسی میان‌رودان بازی کرده و حتی بر بخش‌هایی از آن سرزمین ولو در زمان کوتاهی فرمان رانده‌اند. آن‌ها در حدود سال ۱۹۰۰ پیش از میلاد میانرودان را به تصرف خود درآوردند و حکومت سومری را برای همیشه از صحنه تاریخ بیرون کردند. اما به‌طور کلی بیشتر زیر نفوذ و خراج‌گزار اقوام سامی و سومری میانرودان بودند.
آثار تمدنی ایلامیان که در انشان و در شوش یافته شده نشانی از تمدن شهری بزرگی در آن دوران بوده است. تمدن ایلامیان از راه دریایی و بلوچستان با تمدن پیرامون رود سند در هند و از راه شوش با تمدن سومر مربوط می‌شده است.

## نابودی تمدن ایلام
در سال ۶۴۰ ق.م. آشوربانی‌پال پادشاه نیرومند امپراتوری آشوری نو، ایلام را تصرف و مردم ایلام را کشتار و دولت ایلام را نابود کرد. تمدن دیرینه ایلام، پس از هزاران سال مقاومت در برابر اقوام نیرومندی چون سومری‌ها، اَکَدی‌ها، بابلی‌ها و آشوری‌ها از دشمن خود آشور شکست خورد . کتیبه آشوربانی‌پال دربارهٔ فتح ایلام چنین می‌گوید:
تمام خاک شهر شوش و شهر ماداکتو و شهرهای دیگر را با توبره به آشور کشیدم، و در مدت یک ماه و یک روز کشور ایلام را با همه پهنای آن، جاروب کردم. من این کشور را از چارپایان و گوسپند، و نیز از نغمه‌های موسیقی بی‌بهره ساختم و به درندگان، ماران، جانوران و آهوان رخصت دادم که آن را فرو گیرند.

## آثار برجا مانده

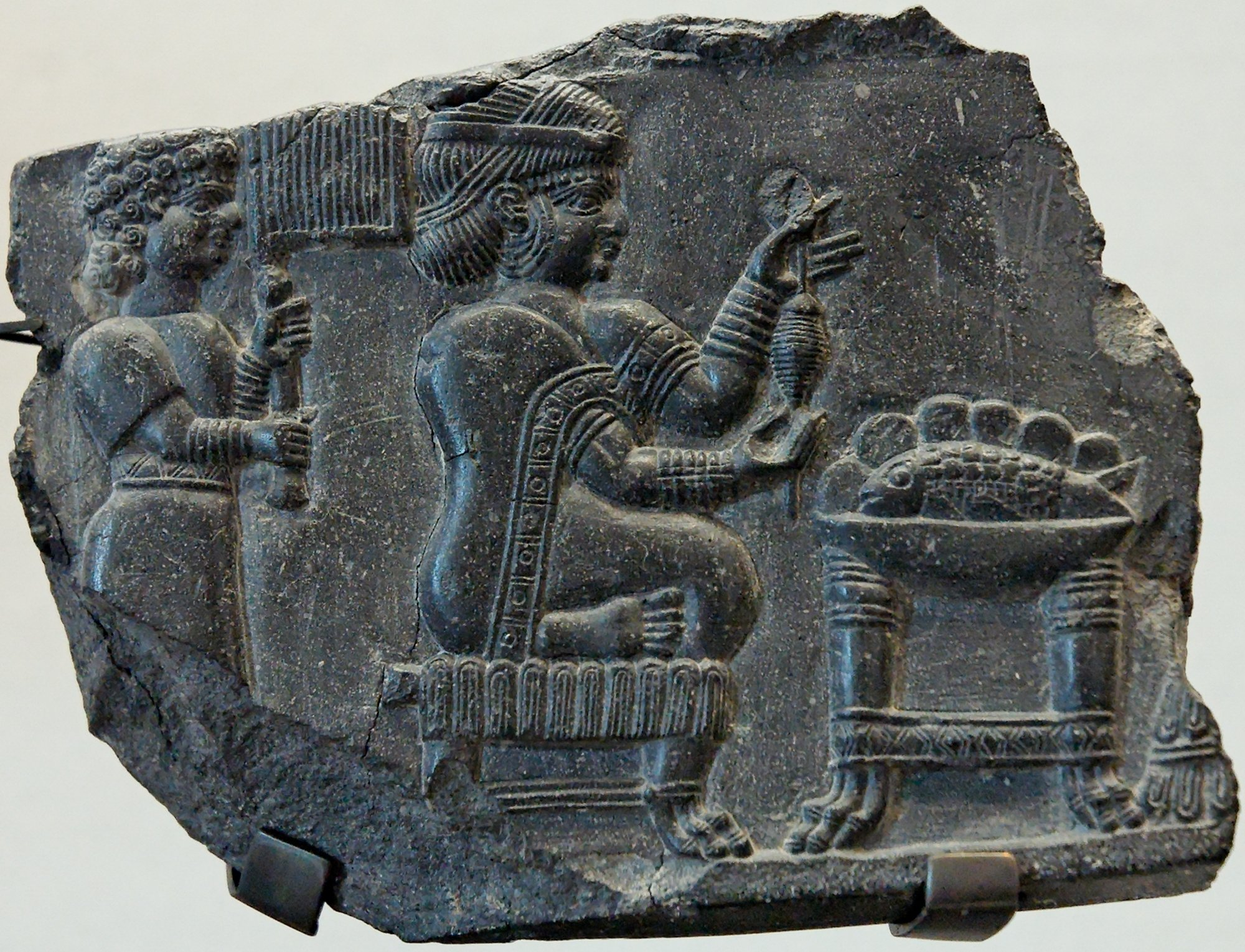
تصویر یک زن ایلامی

### زیگورات چغازنبیل
چغازنبیل که در ۱۹۷۹ در فهرست میراث جهانی یونسکو جای گرفت در استان خوزستان ایران، جنوب شرقی شهر باستانی شوش جای گرفته است. ساخت آن در حدود ۱۲۵۰ پیش از میلاد و توسط اونتاش ناپیریشا برای ستایش ایزد اینشوشی‌ناک نگهبان شوش انجام شده است. این بنا در حملهٔ آشوربانی‌پال به همراه تمدن ایلامی نابود شد و پس از آن زیر خاک از دیده‌ها ناپدید گردیده بود تا دوران کنونی که توسط رومن گیرشمن ایلام‌شناس فرانسوی خاکبرداری گردید.

## ساختار حکومت
عنصر اساسی نظام حکومتی ایلام، درهم‌تنیدگی آن با فرهٔ ایزدی بود. به این فره، در تمدن ایلامی کیتِن گفته می‌شد که طلسمی جادویی، فرهٔ ایزدی، قدرت محافظ و همچنین قدرت مجازات‌گر بود. پادشاهان ایلام قدرت خود را بر پایهٔ محافظت جادویی کیتن استوار می‌کردند و خود را در برابر رعیت، کارگزار زمینی کیتن الهی می‌دانستند. کسی که به آن تعدی می‌کرد، زندگی خود را می‌باخت، مطرود می‌شد و می‌بایست بمیرد. البته باید توجه داشت که همهٔ خدایان ایلامی چنین کیتنی داشتند ولی کیتن هومبان لااقل از زمانی که این خدا به سروری خدایان ایلامی رسید، فرهٔ خاص فرمانروا به حساب می‌آمد. کیتنِ ایزد هومبان، مخصوص پاسداری ایزدی از شاه ایلام بود و قلمرو حکومت شاه، قلمرو مشترک او با ایزدان بود. برای نمونه، در سندی قضایی دربارهٔ مجازات، آمده است: «او باید وارد آب شود، ایزد [رودخانه] شازی، جمجمهٔ او را در گرداب خود تکه‌تکه کند! دبوس ایزد و شاه بر سر او کوفته شود! از قلمروی ایزد و شاه رانده شود!» در دادگاه‌های حقوقی ایلام نیز شهادت‌دادن با ادای سوگند به شاه و ایزدان انجام می‌شد و اگر کسی شهادت دروغ می‌داد، ولو اینکه تنها به شاه سوگند خورده باشد، کشته می‌شد؛ بنابراین تخطی از تعهدی که سوگند به فرمانروا ضامن آن بود، نه‌تنها باعث مجازات‌های دنیوی می‌شد، بلکه عواقب مذهبی سختی نیز در پی داشت و نشان‌گر این نکته است که در دورهٔ ایلامی، شاهان خود را جانشین و خادم ایزدان بر روی زمین می‌دانستند و هرگونه مخالفت با خود، مخالفت با خدایان تلقی می‌شد و مجازات یکسانی داشت.
بنیان‌گذار دودمان اَپَرتی که در حدود سال ۱۸۵۰ پیش از میلاد تشکیل شده بود، با تأکید بسیاری خود را «شاه» می‌نامید و هرگز خودش را «حاکم» نخواند. اما در لوحی که از سال اول فرمانروایی او به‌دست‌آمده، او خود را «خدا» می‌نامد. این نخستین و تنها باری است که یک فرمانروای ایلامی به مقام خدایی رسیده است. والتر هینتس دراین‌باره می‌گوید: «براساس این لوح می‌توان نتیجه گرفت که به قدرت رسیدن اپرت باید یک رویداد بی‌اندازه مهم باشد». البته بزودی این «خودخداانگاری» شاه کنار گذاشته شد و شاهان ایلامی خود را خادم و ابزار دست ایزدان می‌دانستند که از حمایت خاص آنان برخوردار بودند و هیچ‌گاه خود را همسنگ ایزدان به‌شمار نمی‌آوردند.
شیوهٔ حکومت ایلامی‌ها تا قبل از سدهٔ دوازدهم پیش از میلاد، حکومتی سه نفره بود. به این صورت که علاوه بر شاه، دو زمام‌دار مقتدر دیگر که مرئوس شاه محسوب می‌شوند، در حکومت بر ایلام سهیم بودند. این دو نفر، برادر و پسر شاه بودند که برادر جوان‌تر شاه نایب‌السلطنه بود و پس از شخص شاه، مقام برتر را داشت و پس از او حاکم شوش بود که می‌بایست پسر شاه باشد. به‌عقیدهٔ دیاکونوف، عنوان یا لقب سلطنتی، از پدر به پسر نمی‌رسید و محتملاً شاهان از میان مقامات عالی‌رتبهٔ پایین‌تر برگزیده و انتخاب می‌شدند؛ به احتمالی، این عالی‌رتبگان معمولاً از نزدیک‌ترین وابستگان شاهان پیشین بوده‌اند. اما والتر هینتس معتقد است که نایب‌السلطنه، پس از درگذشت شاه به‌جای او به تخت می‌نشست و پس از جلوس، می‌بایست با بیوهٔ شاه متوفی ازدواج کند و برادر جوان‌ترش نایب‌السلطنه می‌شد. اگر شاه برادر جوان‌تری نداشت، شاهزادهٔ شوش به مقام نایب‌السلطنهٔ ایلام می‌رسید. اما با جلوس شاه جدید، حاکم شوش در منصب خود باقی می‌ماند و فقط در صورت مرگ او، شاه ایلام می‌توانست پسر خود را به‌جای وی بگمارد. اگر شاه پسری نداشت، پسر برادر شاه، شاهزادهٔ شوش می‌شد و اگر او پسر و پسر برادری نداشت، پسر خواهر شاه شاهزادهٔ شوش می‌شد. البته از سدهٔ دوازدهم پیش از میلاد به بعد، شاه ایلام به‌تنهایی و بدون دو مقام دیگر حکومت می‌کرد. باید توجه داشت که به‌ارث بردن شاهی، تابع تبار مادری بود و نه پدری. برای نمونه، در دورهٔ ایلام میانه، شیلهاک-اینشوشیناک با مشاهدهٔ اینکه جانشینی نیازمند تبار شاهی از سوی مادر است و از آنجا که خود محتملاً فرزند ملکه نبود، برای مشروعیت‌بخشی به حکومتش، ابتدا با بیوهٔ برادرش ازدواج کرد و سپس در کتیبه‌هایش فهرست بلندی از نسب‌شناسی شاهان ایلامی یعنی اجداد احتمالی خودش را نگاشت.
فرانسوا والا در دانشنامهٔ ایرانیکا می‌نویسد: «جانشینی بر تخت شاهی حق پسر ارشد بود، اما یک عنصر مهم به آن اضافه شده بود: فرزندان حاصل از ازدواج درون‌خانوادگی بر فرزندان حاصل از ازدواج با غریبه‌ها تقدم داشتند. فرزندی که از وصلت پادشاه با یک شاهزاده خانم ایلامی، یعنی غریبه به دنیا می‌آمد مشروع بود ولی فرزندی که از وصلت پادشاه با خواهر خودش به دنیا می‌آمد مشروعیت بالاتری داشت». بنابراین پسر ارشدی که از ازدواج شاه با یک شاهزاده خانم خارج از خانواده به دنیا می‌آمد، می‌بایست تاج و تخت را به برادر کوچک‌تری که از ازدواج بعدی با خواهرش زاده می‌شد واگذار کند. پسری که از ازدواج شاه با دخترش به دنیا می‌آمد بالاترین درجهٔ مشروعیت را داشت. برای نمونه، خوتلوتوش اینشوشیناک حاصل ازدواج شوتروک نخونته و دخترش بود.

## اشیای تاریخی به‌جامانده از ایلامیان

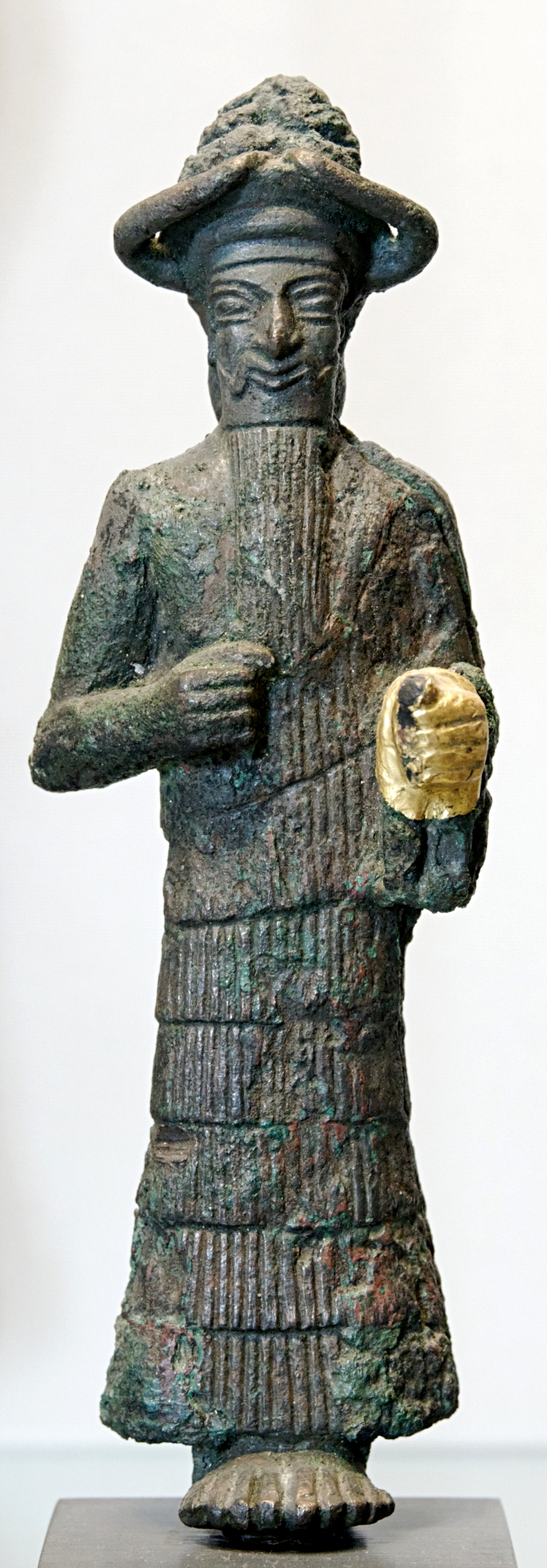
تندیس مسین خدای زرین‌دست، احتمالاً اینشوشی‌ناک، خدای شهر شوش، با آرایش موی شاخدار و دامان چین‌چین که در اصل با روکشی از زر پوشیده شده بوده. این تندیس مربوط به اوایل هزارهٔ دوم پیش از میلاد است که در شوش کشف شده و اکنون در موزه لوور نگهداری می‌شود.

از تمدن ایلام، اشیاء و آثار متعددی به‌جا مانده است که در زیر به تعدادی از آن‌ها اشاره شده است:
- گلدان با موجود دو شاخ
- تندیس نقره‌ای گاو نشسته
- کلاه‌خود پرنده و سه پیکر
- تندیس خدای زرین‌دست
- حلقه قدرت ارجان
- تابلو مراسم نیایش راهبه‌های آفتاب
- تندیس ناپیرآسو (تندیس مفرغی متعلق به ۱۲۵۰ سال پیش از میلاد و در موزه لوور نگهداری می‌شود)
- تندیس فاخته لاجوردی
- سنگ‌نگاره بز با دم ماهی
- نقش‌برجسته ایلامی در نقش رستم
- سنگ‌نگاره زن ایلامی و ندیمه
- سنگ‌نگاره یادبود اونتاش ناپیریشا
- جام نقره‌ای زن ایلامی (مربوط به هزاره سوم پیش از میلاد که در مرودشت کشف شده و در موزه ایران باستان نگهداری مشود)
- تندیس فلزی ایلامی، متعلق به ۳۰۰۰ سال پیش از میلاد که در موزه متروپولیتن نیویورک نگهداری می‌شود.